# Velká Lečice
Velká Lečice è un comune della Repubblica Ceca facente parte del distretto di Příbram, in Boemia Centrale.